# 德羅戈 (卡洛曼之子)
德羅貢（拉丁語：Drogon；約730年—753年後），是法蘭克王國貴族，出自丕平家族，是卡洛曼的長子。卡洛曼在墨洛溫王朝國王希爾德里克三世時期擔任奧斯特拉西亞宫相。德羅貢於747年繼承父位，但很快就被叔父、紐斯特里亞宮相丕平三世擠下權力。德羅貢反抗叔父的奪權，但在753年被捕並被迫出家為僧。

## 生平

### 奧斯特拉西亞宫相（747–751）
卡洛曼似乎以他伯父香檳公爵德羅戈（丕平二世的長子）的名字為兒子命名。德羅戈母親的名字不詳。747年8月，他見證了父親頒布的憲章，當時他已成年。 當時，德羅戈是他父親和叔叔的繼承人。同年10月左右，他的父親放棄宮相職位，前往羅馬朝聖，並進入了卡西諾山修道院。
德羅戈繼承了父親在奧斯特拉西亞的統治，並統治阿勒曼尼亞和圖林根。這一事實被後來的編年史家所掩蓋，例如艾因哈德和《梅斯編年史》的匿名編纂者，他們都沒有提到德羅戈。他們試圖簡化丕平家族譜系，以使加洛林王朝創始人丕平三世的地位顯得比實際更強。卡洛曼啟程朝聖時，德羅戈的地位想必高。《弗雷德加編年史》誤導性地聲稱，卡洛曼將奧斯特拉西亞和德羅戈都託付給丕平照顧。 
德羅戈確實繼承了其父王位的主要證據是一封保存在聖博尼法斯書信集中的簡短匿名信。寫信人詢問一個名叫安德赫姆斯的人，「他（博尼法斯）是去參加西部省份公爵（丕平）的會議，還是去見卡洛曼的兒子（德羅戈）呢？」這封信的無人知曉，但可以肯定的是，博尼法斯站在了丕平一邊。歷史學家羅傑·柯林斯指出：「如果在747年在丕平和他的侄子之間做出選擇，博尼法斯選擇已經證明自己實力的西部統治者，而不是年輕且缺乏經驗的東部統治者，[是]務實的。」
德羅戈在奧斯特拉西亞行使宫相權力的時間尚不清楚。748年4月2日，叔叔的兒子查理曼出生，這似乎從根本上改變德羅戈和丕平之間的關係。不久之後，丕平釋放了因反抗卡洛曼而被監禁的弟弟格里福。此舉很可能是為了破壞德羅戈的政治穩定性。

### 反對矮子丕平（751–753）
751年，丕平的地位已足夠穩固，已經獲得教皇的支持，接管王國。希爾德里克三世被廢黜，丕平繼位加冕。德羅戈一直對他的叔叔進行“頑強抵抗”，直到753年。同年，教宗史蒂芬二世致函法蘭克貴族，命令他們支持丕平。他甚至來到法蘭克表示支持。卡洛曼也緊隨其後，儘管其目的尚不清楚。歷史學家馬蒂亞斯·貝歇爾認為，卡洛曼當時正試圖保住德羅戈的地位。他被丕平下令拘留，並於755年在法國病逝。
德羅戈（Drogo）與他未具名的幼弟於753年末被捕。二人遭剃度並囚禁於修道院中。德羅戈被捕之事意義重大，被記載於三部加洛林編年史：《彼得編年史》、《洛爾施編年史》及《摩澤爾編年史》。754年，教宗史蒂芬二世為丕平、其妻貝特拉達（Bertrada）及二子查理與卡洛曼行膏立禮，宣告自此唯有丕平後裔可統治法蘭克。此舉得以實現，正因丕平諸侄（即德羅戈兄弟）作為競爭者已被清除。
德羅戈後期可能與其叔父丕平三世達成和解並獲釋。一份753年文獻記載名為德羅戈者以丕平的親隨（fidelis）身份出現，另一份762年文獻更稱其為伯爵。正如柯林斯（Collins）指出：「後世[加洛林王朝]的史書編纂，曾以相當程度成功試圖掩蓋德羅戈的存在」。現代對其生平的重構，不得不『大量依賴推想』。